# Lodhian Khas
Lodhian Khas là một thị xã và là một nagar panchayat của quận Jalandhar thuộc bang Punjab, Ấn Độ.

## Nhân khẩu
Theo điều tra dân số năm 2001 của Ấn Độ, Lodhian Khas có dân số 8546 người. Phái nam chiếm 53% tổng số dân và phái nữ chiếm 47%. Lodhian Khas có tỷ lệ 66% biết đọc biết viết, cao hơn tỷ lệ trung bình toàn quốc là 59,5%: tỷ lệ cho phái nam là 69%, và tỷ lệ cho phái nữ là 63%. Tại Lodhian Khas, 13% dân số nhỏ hơn 6 tuổi.